# Pāvilosta
Pāvilosta (németül: Paulshafen) kis kikötőváros Lettország Balti-tengeri partvidékén.

## Elhelyezkedése
Pāvilosta a Saka folyó torkolatánál fekszik a Balti-tenger partján, Rigától 240 km-re keletre, Liepāja (50 km) és Ventspils (70 km) városok között. A svédországi Gotland szigetétől mindössze 80 tengeri mérföld (körülbelül 150 km) választja el.

## Története
1879. május 16-án báró Otto Friedrich von Lilienfeld birtokának egy részét felparcellázta, kikötőépítési munkálatokba kezdett és ezzel  létrehozta a települést, amelyet testvéréről, Paul von Lilienfeld (Павел Федерович Лилиенфелд) a Kurzemei Kormányzóság kormányzójáról Paulshafennek (Pál-kikötő) nevezett el.
A település 1991-ben kapott városi jogokat. A 2009-es közigazgatási reformig Lettország Liepāja járásához tartozott.